# Svartgöl (Överums socken, Småland)
Svartgöl är en sjö i Västerviks kommun i Småland och ingår i Storåns huvudavrinningsområde.